# Amnon Kohen
Amnon Kohen (hebrejsky: אמנון כהן, narozen 1. června 1960) je izraelský politik a poslanec Knesetu za stranu Šas.

## Biografie
Narodil se v Samarkandu v Sovětském svazu (dnešní Uzbekistán) a aliju do Izraele podnikl roku 1973. Vystudoval bakalářský obor business administration na Center for Academic Studies v Kirjat Onu a absolvoval dvouroční kurz na Institute for Local Government na Bar-Ilanově univerzitě.
Působil jak místostarosta a úřadující starosta města Ramla a předsedal městské organizaci pro rehabilitaci vězňů. Mimo to byl taktéž členem městských odborů sekundárního školství, členem Ayalon Sewage Programme, Ayalon Fire Department a správní rady Amal College.
Poslancem byl poprvé zvolen ve volbách v roce 1999, po nichž předsedal výboru pro veřejné petice. Svůj poslanecký mandát obhájil v následujících volbách v roce 2003, po nichž se stal předsedou výboru státního kontrolora a výboru pro ekonomické věci. Následně byl znovuzvolen v roce 2006 a po volbách se stal místopředsedou Knesetu. Téhož roku vyhrál ocenění Quality of Government Badge, udílené zákonodárcům. Svůj mandát uhájil i ve volbách v roce 2009, v nichž kandidoval na čtvrtém místě na kandidátní listině mateřské strany Šas.
V prosinci 2010 byl jedním ze třiceti pěti poslanců, kteří se podepsali pod petici iniciovanou poslankyní Cipi Chotovely, která žádá izraelskou vládu o anexi města Ariel na Západním břehu Jordánu. Ve volbách v roce 2013 svůj poslanecký mandát obhájil.
Je ženatý, má čtyři děti a žije v Ramle.